# تیم ملی هندبال جمهوری دموکراتیک کنگو
 تیم ملی هندبال جمهوری دموکراتیک کنگو نماینده جمهوری دموکراتیک کنگو در مسابقات جهانی و بین‌المللی هندبال است.

## نتایج

### قهرمانی جهان
- ۲۰۲۱ - راه یافته

### قهرمانی ملت های آفریقا
| سال   | رده       |
| ----- | --------- |
| ۱۹۷۴  | حاضر نبود |
| ۱۹۷۶  | حاضر نبود |
| ۱۹۷۹  | حاضر نبود |
| ۱۹۸۱  | حاضر نبود |
| ۱۹۸۳  | حاضر نبود |
| ۱۹۸۵  | حاضر نبود |
| ۱۹۸۷  | حاضر نبود |
| ۱۹۸۹  | حاضر نبود |
| ۱۹۹۱  | حاضر نبود |
| ۱۹۹۲  | چهارم     |
| ۱۹۹۴  | راه نیافت |
| ۱۹۹۶  | راه نیافت |
| ۱۹۹۸  | راه نیافت |
| ۲۰۰۰  | هفتم      |
| ۲۰۰۲  | هشتم      |
| ۲۰۰۴  | هشتم      |
| ۲۰۰۶  | یازدهم    |
| ۲۰۰۸  | پنجم      |
| ۲۰۱۰  | چهارم     |
| ۲۰۱۲  | هشتم      |
| ۲۰۱۴  | دهم       |
| ۲۰۱۶  | هفتم      |
| ۲۰۱۸  | هشتم      |
| ۲۰۲۰  | هفتم      |
| مجموع | ۱۲/۲۴     |